# 240 (число)
Вижте пояснителната страница за други значения на 240.
240 (двеста и четиридесет) е естествено, цяло число, следващо 239 и предхождащо 241.
Двеста и четиридесет с арабски цифри се записва „240“, а с римски – „CCXL“. Числото 240 е съставено от три цифри от позиционните бройни системи – 2 (две), 4 (четири), 0 (нула).

## Общи сведения
- 240 е четно число.
- 240-ият ден от невисокосна година е 28 август.
- 240 е година от Новата ера.